# A-1 Pictures
A-1 Pictures Inc. là một xưởng phim hoạt hình Nhật Bản và được thành lập vào năm 2005 bởi nhà sản xuất cũ của Sunrise là Iwata Mikihiro. A-1 Pictures hiện tại là một công ty con của Aniplex.

## Lịch sử
A-1 Pictures được thành lập  vào ngày 9 tháng 5 năm 2005. Năm 2006, xưởng phim tham gia sản xuất Zenmai Zamurai (một bộ phim hoạt hình dành cho thiếu nhi); tháng 10 cùng năm, xưởng thành lập một chi nhánh tại Asagaya.
Ban đầu, A-1 Pictures được thành lập để giám sát khâu sản xuất của một số tác phẩm hoạt hình mang chủ đề gia đình của Aniplex. Tuy vậy, công ty dần phát triển và mở rộng thành một xưởng phim chính thức chuyên sản xuất anime.
Vào tháng 4 năm 2018, A-1 Picture đổi tên chi nhánh Kōenji Studio của công ty thành CloverWorks. Tháng 10 năm 2018, CloverWorks tách rời khỏi A-1 Pictures và trở thành một công ty độc lập, nhưng vẫn là một công ty con của Aniplex.

## Tác phẩm đã sản xuất

### Anime truyền hình
| Năm  | Tựa đề                                                       | Ngày phát sóng | Ngày phát sóng   | Đạo diễn                                     | Số tập | Ghi chú |
| Năm  | Tựa đề                                                       | Bắt đầu        | Kết thúc         | Đạo diễn                                     | Số tập | Ghi chú |
| ---- | ------------------------------------------------------------ | -------------- | ---------------- | -------------------------------------------- | ------ | --- |
| 2006 | Zenmai Zamurai                                               | 3 tháng 4      | 6 tháng 2, 2009  | Yasumi Tetsuo                                | 215    | Tác phẩm gốc Hợp tác sản xuất với No Side.                                                                               |
| 2007 | Robby & Kerobby                                              | 1 tháng 4      | 30 tháng 3, 2008 | Kou Yuu                                      | 52     | Tác phẩm gốc. |
| 2007 | Ōkiku Furikabutte                                            | 13 tháng 4     | 28 tháng 9       | Mizushima Tsutomu                            | 25     | Chuyển thể từ manga của Higuchi Asa.                                                                                     |
| 2008 | Persona -trinity soul-                                       | 5 tháng 1      | 28 tháng 6       | Matsumoto Atsushi                            | 26     | Dựa trên trò chơi điện tử của Atlus.                                                                                     |
| 2008 | Tetsuwan Birdy Decode                                        | 5 tháng 7      | 9 tháng 9        | Akane Kazuki                                 | 13     | Chuyển thể từ manga của Masami Yuki.                                                                                     |
| 2008 | Kuroshitsuji                                                 | 3 tháng 10     | 27 tháng 3, 2009 | Shinohara Toshiya                            | 24     | Chuyển thể từ bộ manga của Toboso Yana.                                                                                  |
| 2008 | Kannagi                                                      | 4 tháng 10     | 27 tháng 12      | Yumamoto Yutaka                              | 13     | Chuyển thể từ manga của Takenashi Eri. Hợp tác sản xuất với Ordet.                                                       |
| 2009 | Tetsuwan Birdy Decode:2                                      | 10 tháng 1     | 28 tháng 3       | Akane Kazuki                                 | 12     | Phần tiếp theo của Tetsuwan Birdy Decode.                                                                                |
| 2009 | Senjō no Valkyria                                            | 5 tháng 4      | 27 tháng 9       | Yamamoto Yasukata                            | 26     | Dựa trên trò chơi điện tử của Sega.                                                                                      |
| 2009 | Fairy Tail                                                   | 12 tháng 10    | 29 tháng 3, 2013 | Ishihira Shinji                              | 175    | Dựa trên manga của Mashima Hiro Hợp tác sản xuất với Satelight.                                                          |
| 2010 | Sound of the Sky                                             | 5 tháng 1      | 23 tháng 3       | Kanbe Mamoru                                 | 12     | Tác phẩm gốc. |
| 2010 | Ōkiku Furikabutte: Natsu no Taikai-hen                       | 2 tháng 4      | 25 tháng 6       | Mizushima Tsutomu                            | 12     | Phần tiếp theo của Ōkiku Furikabutte.                                                                                    |
| 2010 | Working!!                                                    | 4 tháng 4      | 27 tháng 6       | Hiraike Yoshimasa                            | 13     | Chuyển thể từ manga của Takatsu Karino.                                                                                  |
| 2010 | Senkō no Night Raid                                          | 6 tháng 4      | 29 tháng 6       | Matsumoto Atsushi                            | 13     | Tác phẩm gốc. |
| 2010 | Kuroshitsuji II                                              | 2 tháng 7      | 17 tháng 9       | Ogura Hirofumi                               | 12     | Phần tiếp theo của Kuroshitsuji.                                                                                         |
| 2010 | Occult Academy                                               | 6 tháng 7      | 28 tháng 9       | Oto Tomohiko                                 | 11     | Tác phẩm gốc. |
| 2010 | Togainu no chi                                               | 7 tháng 10     | 23 tháng 12      | Konno Naoyuki                                | 12     | Dựa trên trò chơi điện tử của Nitro+chiral.                                                                              |
| 2011 | Fractale                                                     | 1 tháng 4      | 31 tháng 3       | Yamamoto Yutaka                              | 11     | Tác phẩm gốc. Hợp tác sản xuất với Ordet.                                                                                |
| 2011 | AnoHana                                                      | 15 tháng 4     | 24 tháng 6       | Nagai Tatsuyuki                              | 11     | Tác phẩm gốc. |
| 2011 | Ao no Exorcist                                               | 17 tháng 4     | 2 tháng 10       | Okamura Tensai                               | 25     | Dựa trên manga của Kato Kazue.                                                                                           |
| 2011 | Uta no Prince-sama: Maji Love 1000%                          | 3 tháng 7      | 24 tháng 9       | Kō Yū                                        | 13     | Dựa trên trò chơi điện tử của Nippon Ichi Software.                                                                      |
| 2011 | The iDOLM@STER                                               | 8 tháng 7      | 23 tháng 12      | Nishigori Atsushi                            | 25     | Dựa trên trò chơi điện tử của Bandai Namco Entertainment.                                                                |
| 2011 | Working'!!                                                   | 1 tháng 10     | 24 tháng 12      | Ootsuki Atsushi                              | 13     | Phần tiếp theo của Working!!.                                                                                            |
| 2012 | Uchū Kyōdai                                                  | 1 tháng 4      | 22 tháng 3, 2014 | Watanbe Ayumu                                | 99     | Dựa trên manga của Koyama Chūya.                                                                                         |
| 2012 | Tsuritama                                                    | 13 tháng 4     | 29 tháng 6       | Nakamura Kenji                               | 11     | Tác phẩm gốc. |
| 2012 | Sword Art Online                                             | 8 tháng 7      | 23 tháng 12      | Itō Tomohiko                                 | 25     | Dựa trên light novel của Kawahara Reki.                                                                                  |
| 2012 | Shin sekai yori                                              | 3 tháng 10     | 27 tháng 3, 2013 | Ishihama Masashi                             | 25     | Dựa trên cuốn tiểu thuyết của Kishi Yūsuke.                                                                              |
| 2012 | Chō Soku Henkei Gyrozetter                                   | 2 tháng 10     | 24 tháng 9, 2013 | Takamatsu Shinji Mori Kunihiro               | 51     | Dựa trên trò chơi điện tử của Square Enix.                                                                               |
| 2012 | Magi: The Labyrinth of Magic                                 | 17 tháng 10    | 31 tháng 3, 2013 | Matsumari Koji                               | 25     | Chuyển thể từ manga của Ōtaka Shinobu.                                                                                   |
| 2013 | Oreshura                                                     | 6 tháng 1      | 31 tháng 3       | Kamei Kanta                                  | 13     | Dựa trên light novel do Yūji Yūji viết và Ruroo vẽ minh họa.                                                             |
| 2013 | Vividred Operation                                           | 11 tháng 1     | 29 tháng 3       | Takamura Kazuhiro                            | 12     | Tác phẩm gốc. |
| 2013 | Uta no Prince-sama: Maji Love 2000%                          | 4 tháng 4      | 27 tháng 6       | Kō Yū                                        | 13     | Phần tiếp theo của Uta no Prince-sama: Maji Love 1000%.                                                                  |
| 2013 | Ore no imōto ga konna ni kawaii.                             | 3 tháng 4      | 30 tháng 6       | Kanbe Hiroyuki                               | 13     | Dựa trên light novel của Fushimi Tsukasa. Phần tiếp theo của Oreimo.                                                     |
| 2013 | Servant x Service                                            | 5 tháng 7      | 27 tháng 9       | Takatsu Karino                               | 13     | Dựa trên manga của Takatsu Karino.                                                                                       |
| 2013 | Silver Spoon                                                 | 12 tháng 7     | 28 tháng 3, 2014 | Itō Tomohiko                                 | 22     | Dựa trên manga của Arakawa Hiromu.                                                                                       |
| 2013 | Magi: The Kingdom of Magic                                   | 6 tháng 10     | 30 tháng 3, 2014 | Matsunari Koji                               | 25     | Phần tiếp theo của Magi: The Kingdom of Magic.                                                                           |
| 2013 | Galilei Donna                                                | 6 tháng 10     | 20 tháng 12      | Umetsu Yasuomi                               | 11     | Tác phẩm gốc. |
| 2014 | Silver Spoon II                                              | 10 tháng 1     | 28 tháng 3       | Deai Kotomi                                  | 12     | Phần tiếp theo của Silver Spoon.                                                                                         |
| 2014 | Sekai Seifuku: Bouryaku no Zvezda                            | 12 tháng 1     | 30 tháng 3       | Okamura Tensai                               | 12     | Tác phẩm gốc. |
| 2014 | Fairy Tail II                                                | 5 tháng 4      | 26 tháng 3, 2016 | Ishihira Shinji                              | 92     | Phần tiếp theo của Fairy Tail.                                                                                           |
| 2014 | Ryūgajō Nanana no Maizōkin                                   | 10 tháng 4     | 19 tháng 6       | Kamei Kanta                                  | 11     | Dựa trên light novel của Ōtorino Kazuma.                                                                                 |
| 2014 | Sword Art Online II                                          | 5 tháng 7      | 20 tháng 12      | Itō Tomohiko                                 | 24     | Phần tiếp theo của Sword Art Online.                                                                                     |
| 2014 | Aldnoah.Zero                                                 | 6 tháng 7      | 29 tháng 3, 2015 | Aoki Ei                                      | 24     | Tác phẩm gốc; hợp tác sản xuất với Troyca.                                                                               |
| 2014 | Persona 4: The Golden Animation                              | 11 tháng 7     | 26 tháng 9       | Kishi Seiji                                  | 12     | Dựa trên trò chơi điện tử của Atlus.                                                                                     |
| 2014 | Kuroshitsuji: Book of Circus                                 | 11 tháng 7     | 12 tháng 9       | Abe Noriyuki                                 | 10     | Liên quan đến Kuroshitsuji.                                                                                              |
| 2014 | Magic Kaito 1412                                             | 4 tháng 10     | 28 tháng 3, 2015 | Kudo Susumu                                  | 24     | Chuyển thể từ manga của Aoyama Gosho.                                                                                    |
| 2014 | Thất hình đại tội                                            | 5 tháng 10     | 29 tháng 3       | Okamura Tensai                               | 24     | Dựa trên manga của Suzuki Nakaba.                                                                                        |
| 2014 | Shigatsu wa kimi no uso                                      | 10 tháng 10    | 20 tháng 3, 2015 | Ishiguro Kyōhei                              | 22     | Dựa trên manga của Arakawa Naoshi.                                                                                       |
| 2015 | Saenai Heroine no Sodatekata                                 | 9 tháng 1      | 27 tháng 3       | Kamei Kanta                                  | 13     | Dựa trên bộ light novel của Maruto Fumiaki.                                                                              |
| 2015 | The IDOLM@STER Cinderella Girls                              | 9 tháng 1      | 17 tháng 10      | Takao Noriko                                 | 25     | Dựa trên trò chơi điện tử của Bandai Namco Entertainment.                                                                |
| 2015 | Mahō Shōjo Lyrical Nanoha ViVid                              | 3 tháng 4      | 19 tháng 6       | Itou Yuuki                                   | 12     | Dựa trên manga của Tsuzuki Masaki.                                                                                       |
| 2015 | Gunslinger Stratos: The Animation                            | 4 tháng 4      | 20 tháng 6       | Ezaki Shinpei                                | 12     | Dựa trên trò chơi điện tử Gunslinger Stratos của Square Enix.                                                            |
| 2015 | Denpa Kyoushi                                                | 4 tháng 4      | 26 tháng 9       | Sato Masato                                  | 24     | Chuyển thể từ manga của Azuma Takeshi.                                                                                   |
| 2015 | Uta no☆Prince-sama♪: Maji Love Revolutions                   | 5 tháng 4      | 28 tháng 6       | Hosoda Makoto                                | 13     | Thuộc một phần trong series Uta no Prince-sama.                                                                          |
| 2015 | Gate: Jieitai Kano Chi nite, Kaku Tatakaeri                  | 4 tháng 7      | 26 tháng 3, 2016 | Kyōgoku Takahiko                             | 24     | Dựa trên light novel của Yanai Takumi.                                                                                   |
| 2015 | Working!!!                                                   | 5 tháng 7      | 27 tháng 9       | Nakamura Ryosuke                             | 12     | Phần tiếp theo của Working'!!.                                                                                           |
| 2015 | Gakusen Toshi Asterisk                                       | 3 tháng 10     | 18 tháng 6       | Seto Kenji                                   | 24     | Dựa trên light novel của Miyazaki Yū.                                                                                    |
| 2015 | Subete ga F ni Naru                                          | 9 tháng 10     | 18 tháng 12      | Kanbe Mamoru                                 | 11     | Dựa trên tiểu thuyết của nhà văn Mori Hiroshi.                                                                           |
| 2016 | Boku Dake ga Inai Machi                                      | 8 tháng 1      | 25 tháng 3       | Itō Tomohiko                                 | 12     | Chuyển thể từ manga của Sanbe Kei                                                                                        |
| 2016 | Fairy Tail Zerø                                              | 9 tháng 1      | 12 tháng 3       | Ishihara Shinji                              | 10     | Phần tiền truyện của Fairy Tail; hợp tác sản xuất với Bridge.                                                            |
| 2016 | Hai to Gensō no Gurimugaru                                   | 11 tháng 1     | 28 tháng 3       | Nakamura Ryosuke                             | 12     | Dựa trên light novel của Jūmonji Ao.                                                                                     |
| 2016 | Ace Attorney                                                 | 2 tháng 4      | 24 tháng 9       | Watanabe Ayumu                               | 24     | Dựa trên trò chơi điện tử của Capcom.                                                                                    |
| 2016 | B-Project: Kodou*Ambitious                                   | 3 tháng 7      | 25 tháng 9       | Suganuma Eiji                                | 12     | Tác phẩm gốc. |
| 2016 | Qualidea Code                                                | 10 tháng 7     | 24 tháng 9       | Kawamura Kenichi                             | 12     | Dựa trên light novel của Speakeasy (một nhóm gồm ba thành viên: Sagara Sō, Tachibana Kōshi và Watari Wataru).            |
| 2016 | Thất hình đại tội: Dấu hiệu Thánh chiến                      | 28 tháng 8     | 18 tháng 9       | Tomokazu Tokoro                              | 4      | Các tập đặc biệt của Thất hình đại tội.                                                                                  |
| 2016 | WWW.Working!!                                                | 1 tháng 10     | 24 tháng 12      | Kamakura Yumi                                | 13     | Spin-off của Working!!.                                                                                                  |
| 2016 | Uta no☆Prince-sama♪: Maji LOVE Legend Star                   | 2 tháng 10     | 25 tháng 12      | Furuta Takeshi                               | 13     | Liên quan đến Uta no Prince-sama.                                                                                        |
| 2016 | Occultic;Nine                                                | 9 tháng 10     | 15 tháng 12      | Kyōhei Ishiguro                              | 12     | Dựa trên light novel của Shikura Chiyomaru.                                                                              |
| 2017 | Ao no Exocist: Kyoto Fujouou-hen                             | 7 tháng 1      | 25 tháng 3       | Hatsumi Koichi                               | 12     | Phần tiếp theo của Ao no Exocist.                                                                                        |
| 2017 | Demi-chan wa Kataritai                                       | 7 tháng 1      | 25 tháng 3       | Andō Ryō                                     | 12     | Chuyển thể từ manga của Petos.                                                                                           |
| 2017 | Granblue Fantasy The Animation                               | 2 tháng 4      | 25 tháng 6       | Kurata Ayako                                 | 13     | Dựa trên trò chơi điện tử của Cygames.                                                                                   |
| 2017 | Eromanga Sensei                                              | 8 tháng 4      | 24 tháng 6       | Takeshita Ryohei                             | 12     | Dựa trên bộ light novel của Fushimi Tsukasa.                                                                             |
| 2017 | Saenai Heroine no Sodatekata ♭                               | 14 tháng 4     | 23 tháng 6       | Kamei Kanta                                  | 11     | Phần tiếp theo của Saenai Heroine no Sodatekata.                                                                         |
| 2017 | Fate/Apocrypha                                               | 2 tháng 7      | 31 tháng 12      | Asai Yoshiyuki                               | 25     | Dựa trên bộ light novel do Higashide Yūichirō viết và Konoe Ototsugu vẽ minh họa.                                        |
| 2017 | The Idolm@ster SideM                                         | 7 tháng 10     | 30 tháng 12      | Kuroki Miyuki                                | 13     | Liên quan đến The Idolmaster.                                                                                            |
| 2017 | Blend S                                                      | 8 tháng 10     | 24 tháng 12      | Masuyama Ryōji                               | 12     | Dựa trên bộ manga 4 khung tranh của Nakayama Miyuki.                                                                     |
| 2018 | Grancrest Senki                                              | 6 tháng 1      | 23 tháng 6       | Omata Shin'ichi                              | 24     | Dựa trên light novel của Mizuno Ryo.                                                                                     |
| 2018 | Thất hình đại tội: Thập Giới hồi sinh                        | 13 tháng 1     | 30 tháng 6       | Furuta Takeshi                               | 24     | Phần tiếp theo của Thất hình đại tội.                                                                                    |
| 2018 | Darling in the Franxx                                        | 13 tháng 1     | 6 tháng 7        | Nishigori Atsushi                            | 24     | Tác phẩm gốc; hợp tác sản xuất với CloverWorks và Trigger.                                                               |
| 2018 | Wotaku ni koi wa muzukashii                                  | 13 tháng 4     | 22 tháng 6       | Hiraike Yoshimasa                            | 11     | Chuyển thể từ manga của Fujita.                                                                                          |
| 2018 | Sword Art Online: Alicization                                | 7 tháng 10     | 31 tháng 3, 2019 | Ono Manabu                                   | 24     | Phần tiếp theo của Sword Art Online II.                                                                                  |
| 2018 | Fairy Tail: Final Season                                     | 7 tháng 10     | 29 tháng 9, 2019 | Ishihara Shinji                              | 51     | Phần tiếp theo của Fairy Tail II; hợp tác sản xuất với CloverWorks và Bridge.                                            |
| 2019 | Kaguya-sama wa Kokurasetai: Tensai-tachi no Renai Zunōsen    | 12 tháng 1     | 30 tháng 3       | Hatakeyama Mamoru                            | 12     | Chuyển thể từ manga của Akasaka Aka.                                                                                     |
| 2019 | Sword Art Online: Alicization - War of Underworld            | 13 tháng 10    | 20 tháng 9, 2020 | Ono Manabu                                   | 23     | Phần tiếp theo của Sword Art Online: Alicization.                                                                        |
| 2020 | 22/7                                                         | 11 tháng 1     | 28 tháng 3       | Wakabayashi Shin                             | 12     | Thuộc một phần của dự án nhóm nhạc nữ thần tượng 22/7 do Akimoto Yasushi, Aniplex và Sony Music Records đồng phát triển. |
| 2020 | Kaguya-sama wa Kokurasetai?: Tensai-tachi no Renai Zunōsen   | 11 tháng 4     | 27 tháng 6       | Hatakeyama Mamoru                            | 12     | Phần tiếp theo của Kaguya-sama wa Kokurasetai.                                                                           |
| 2020 | Hypnosis Mic: Division Rap Battle – Rhyme Anima              | 3 tháng 10     | 26 tháng 12      | Ono Katsumi                                  | 13     | Thuộc một phần của dự án Hypnosis Mic: Division Rap Battle do King Records phát triển.                                   |
| 2020 | Senyoku no Sigrdrifa                                         | 3 tháng 10     | 26 tháng 12      | Tokuda Hirotaka                              | 12     | Tác phẩm gốc. |
| 2021 | 86                                                           | 11 tháng 4     | 19 tháng 3, 2022 | Ishii Tohimata                               | 23     | Dựa trên light novel của Asato Asato.                                                                                    |
| 2021 | Visual Prison                                                | 9 tháng 10     | 25 tháng 12      | Furuta Takeshi (tổng đạo diễn) Tanaka Tomoya | 12     | Tác phẩm gốc dựa trên ý tưởng của Agematsu Noriyasu.                                                                     |
| 2022 | Kaguya-sama wa Kokurasetai -Ultra Romantic-                  | 9 tháng 4      | 25 tháng 6       | Hatakeyama Mamoru                            | 13     | Mùa thứ ba của Kaguya-sama wa Kokurasetai.                                                                               |
| 2022 | Lycoris Recoil                                               | 2 tháng 7      | 24 tháng 9       | Adachi Shingo                                | 13     | Tác phẩm nguyên tác. |
| 2022 | Engage Kiss                                                  | 3 tháng 7      | 25 tháng 9       | Tanaka Tomoya                                | 13     | Tác phẩm nguyên tác. |
| 2022 | Utano☆Prince-sama♪ Maji Love ST☆RISH Tours: Tabi no Hajimari | 31 tháng 7     | 31 tháng 7       | Nagaoka Chika                                | 1      | Tập phim đặc biệt của Uta no Prince-sama.                                                                                |
| 2023 | NieR:Automata Ver1.1a                                        | 8 tháng 1      | đang lên lịch    | Masuyama Ryouji                              | 12     | Dựa trên trò chơi điện tử NieR: Automata của PlatinumGames.                                                              |
| 2023 | Mashle                                                       | 8 tháng 4      | đang lên lịch    | Tanaka Tomoya                                | 12     | Chuyển thể từ manga của Kōmoto Hajime.                                                                                   |
| 2023 | Fate/strange Fake: Whispers of Dawn                          | 2 tháng 7      | 2 tháng 7        | Enokido Shun, Sakazume Takahito              | 1      | Một tập phim đặc biệt; dựa trên light novel Fate/strange Fake của Narita Ryōgo.                                          |
| 2023 | Atarashii Jōshi wa Do Tennen                                 | 7 tháng 10     | 23 tháng 12      | Abe Noriyuki                                 | 12     | Chuyển thể từ manga của Ichikawa Dan.                                                                                    |
| 2023 | Hypnosis Mic: Division Rap Battle – Rhyme Anima+             | 7 tháng 10     | 26 tháng 12      | Ono Katsumi                                  | 13     | Phần tiếp theo của Hypnosis Mic: Division Rap Battle – Rhyme Anima.                                                      |
| 2024 | Mashle: Shinkakusha Kouho Senbatsu Shiken-hen                | 6 tháng 1      | 30 tháng 3       | Tanaka Tomoya                                | 13     | Mùa thứ hai của Mashle.                                                                                                  |
| 2024 | Ore dake Level Up na Ken                                     | 7 tháng 1      | 31 tháng 3       | Nakashige Shunsuke                           | 12     | Chuyển thể từ web novel Hàn Quốc của Chugong.                                                                            |
| 2024 | Make Heroine ga Ōsugiru!                                     | 14 tháng 7     |                  | Kitamura Shōtarō                             |        | Chuyển thể từ light novel do Amamori Takibi viết và Imigimuru minh họa.                                                  |
| 2025 | Ore Dake Level-Up na Ken: Season 2 - Arise from the Shadow   | tháng 1        |                  | Nakashige Shunsuke                           |        | Mùa thứ hai của Ore dake Level Up na Ken.                                                                                |

### Phim điện ảnh
| Tựa đề                                                          | Ngày khởi chiếu   | Đạo diễn                                 |
| --------------------------------------------------------------- | ----------------- | ---------------------------------------- |
| Uchū Shō e Yōkoso                                               | 26 tháng 10, 2010 | Matsunari Koji                           |
| Gekijōban Fairy Tail: Hōō no Miko                               | 18 tháng 8, 2012  | Fujimori Masaya                          |
| Ao no Exorcist Genkijouban                                      | 28 tháng 12, 2012 | Takahashi Atsushi                        |
| Saint Onii-san                                                  | 10 tháng 5, 2013  | Takao Noriko                             |
| AnoHana                                                         | 31 tháng, 2013    | Tatsuyuki Nagai                          |
| The Idolmaster: Kagayaki no mukōgawa e!                         | 25 tháng 1, 2014  | Nishigori Atsushi                        |
| Persona 3 The Movie: #2 Midsummer Knight's Dream                | 7 tháng 6, 2014   | Taguchi Tomohisa                         |
| Uchū Kyōdai #0                                                  | 9 tháng 8, 2014   | Watanabe Ayumu                           |
| Persona 3 The Movie: #3 Falling Down                            | 4 tháng 4, 2015   | Motonaga Keitaro                         |
| Tiếng hát từ trái tim                                           | 19 tháng 9, 2015  | Nagai Tatsuyuki                          |
| Glass no Hana to Kowasu Sekai                                   | 9 tháng 1, 2016   | Ishihama Masashi                         |
| Persona 3 The Movie: #4 Winter of Rebirth                       | 23 tháng 1, 2016  | Taguchi Tomohisa                         |
| Dōkyūsei                                                        | 20 tháng 2, 2016  | Shōko Nakamura                           |
| Kuroshitsuji: Book of the Atlantic                              | 21 tháng 1, 2017  | Abe Noriyuki                             |
| Sword Art Online: Ranh giới hư ảo                               | 18 tháng 2, 2017  | Itō Tomohiko                             |
| Gekijōban Fairy Tail: Dragon Cry                                | 6 tháng 5, 2017   | Minamikawa Tatsuma                       |
| Nanatsu no Taizai Movie: Tenkuu no Torawarebito                 | 18 tháng 8, 2018  | Abe Noriyuki (tổng) Nishikata Yasuto     |
| Uta no☆Prince-sama♪: Maji LOVE Kingdom                          | 14 tháng 6, 2019  | Furuta Takeshi (tổng) Nagaoka Tomoka     |
| Gekijō-ban High School Fleet                                    | 18 tháng 1, 2020  | Nobuta Yuu (tổng) Nakagawa Jun           |
| Omoi, omoware, furi, furare                                     | 18 tháng 9, 2020  | Kuroyanagi Toshimasa                     |
| Sword Art Online: Progressive - Khúc độc tấu trong đêm vắng sao | 30 tháng 10, 2021 | Kōno Ayako                               |
| Utano☆Prince-sama♪: Maji Love ST☆RISH Tours                     | 2 tháng 9, 2022   | Nagaoka Chika                            |
| Sword Art Online Progressive: Scherzo of Deep Night             | 22 tháng 10, 2022 | Kōno Ayako                               |
| Kaguya-sama wa Kokurasetai: First Kiss wa Owaranai              | 17 tháng 12, 2022 | Hatakeyama Mamoru                        |
| Kagami no Kojō                                                  | 23 tháng 12, 2022 | Hara Keiichi                             |
| Utano Prince-sama: Taboo Night XXXX                             | 9 tháng 5, 2025   | Furuta Takeshi (tổng), Seki Akiko        |
| Eisen Flügel                                                    | Chưa thông báo    | Mizushima Seiji (tổng), Komatsuda Daizen |

### OVA
| Tên                                                        | Ngày phát hành                       | Số tập |
| ---------------------------------------------------------- | ------------------------------------ | ------ |
| Tetsuwan Birdy Decode -Cipher-                             | 22 tháng 7, 2009                     | 1      |
| Tonari no 801-chan R                                       | 10 tháng 9, 2009                     | 1      |
| Kuroshitsuji: Sono Shitsuji, Kougyou                       | 30 tháng 9, 2009                     | 1      |
| Sora no Woto                                               | 23 tháng 6, 2010 – 22 tháng 9, 2010  | 2      |
| Senkō no Night Raid                                        | 23 tháng 6, 2010 – 22 tháng 10, 2010 | 3      |
| Fairy Tail                                                 | 15 tháng 4, 2011 – 17 tháng 6, 2013  | 5      |
| Valkyria Chronicles III                                    | 13 tháng 4, 2011 – 29 tháng 6, 2011  | 2      |
| The Idolmaster Shiny Festa                                 | 25 tháng 10, 2013                    | 3      |
| Saint Onii-san                                             | 3 tháng 12, 2012 – 23 tháng 8, 2013  | 2      |
| Kuroshitsuji: Book of Murder                               | 28 tháng 1, 2015 – 25 tháng 2, 2015  | 2      |
| Shigatsu wa Kimi no Uso: Moments                           | 15 tháng 5, 2015                     | 1      |
| Nanatsu no Taiza                                           | 17 tháng 6, 2015 – 12 tháng 8, 2015  | 2      |
| Persona 5 the Animation: The Day Breakers                  | 3 tháng 9, 2016                      | 1      |
| Ao no Exorcist: Kyoto Saga                                 | 4 tháng 4, 2017 – 4 tháng 10, 2017   | 2      |
| Eromanga Sensei                                            | 16 tháng 1, 2019                     | 2      |
| Wotaku ni koi wa muzukashii                                | 29 tháng 3, 2019 – 14 tháng 10, 2021 | 3      |
| Kaguya-sama wa Kokurasetai: Tensai-tachi no Renai Zunousen | 19 tháng 5, 2021                     | 1      |

### Khác
| Tên                           | Ngày phát hành                | Số tập | Ghi chú                                                                    |
| ----------------------------- | ----------------------------- | ------ | -------------------------------------------------------------------------- |
| Brotherhood: Final Fantasy XV | 30 tháng 6 – 30 tháng 9, 2016 | 5      | Tập ONA nối tiếp câu chuyện của trò chơi điện tử Final Fantasy XV.         |
| Shelter                       | 18 tháng 10, 2016             | 1      | Video âm nhạc sản xuất cho bài hát cùng tên của Porter Robinson và Madeon. |